# 光梗鸭绿乌头
光梗鸭绿乌头（学名：Aconitum jaluense var. glabrescens）为毛茛科乌头属下的一个变种。

## 扩展阅读
- 維基物種上的相關：光梗鸭绿乌头